# Campionato europeo femminile di pallacanestro Under-18 1973
Il Campionato europeo femminile di pallacanestro Under-18 1973 (noto anche come FIBA EuroBasket Women Under-18 1973) si è svolto in Italia, a Sanremo e Loano.

## Classifica finale
| Campione d'Europa | Campione d'Europa | Campione d'Europa |
| ----------------- | ----------------- | ----------------- |
| Unione Sovietica  |                   |                   |
| Argento           | Jugoslavia        |                   |
| Bronzo            | Italia            |                   |
| 4.                | Bulgaria          |                   |
| 5.                | Polonia           |                   |
| 6.                | Ungheria          |                   |
| 7.                | Paesi Bassi       |                   |
| 8.                | Spagna            |                   |
| 9.                | Israele           |                   |
| 10.               | Germania Ovest    |                   |
| 11.               | Francia           |                   |
| 12.               | Belgio            |                   |